# Venus von Mauern
Koordinaten: 48° 46′ 30″ N, 11° 3′ 8″ O

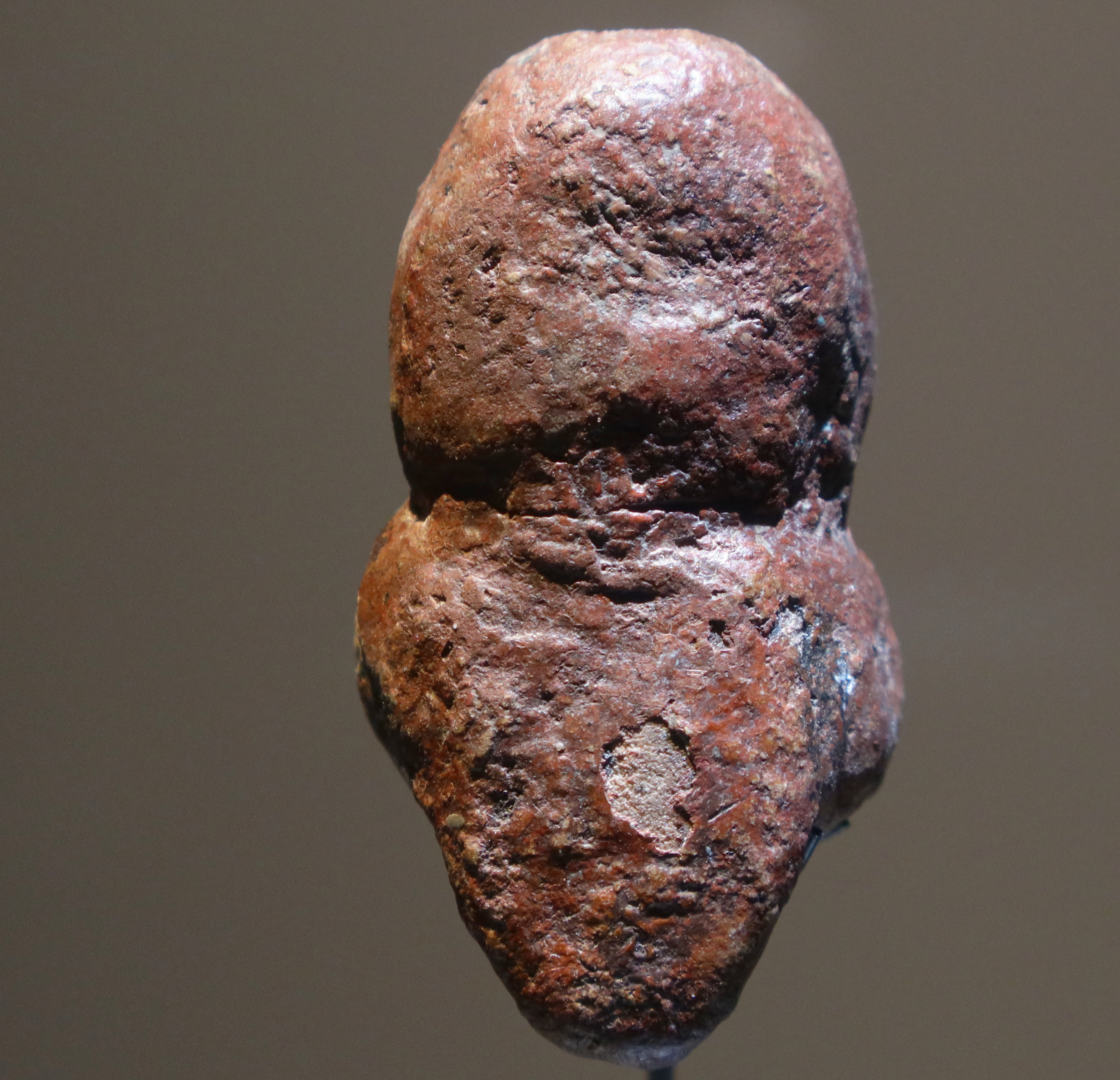
Die Venus von Mauern

Die Venus von Mauern  (auch: „Rote von Mauern“) ist eine Venusfigurine aus der jüngeren Altsteinzeit. Sie wird dem Gravettien zugeordnet, ihr Alter wird auf etwa 27.000 Jahren geschätzt. Die Figurine aus rot bemaltem Kalkstein wurde 1948 bei Mauern (Rennertshofen) gefunden und wird seitdem in der Archäologischen Staatssammlung in München aufbewahrt.

## Fundgeschichte
Die Ausgrabungen 1948/49 in den Weinberghöhlen bei Mauern im Wellheimer Trockental wurden vom Prähistoriker Lothar Zotz von der Universität Erlangen geleitet. Die Statuette selber wurde am 24. August 1948 vom Archäologen Christoff von Vojkffy entdeckt. Die Figur wurde am äußeren Hang zwischen Höhle 2 und 3 gefunden. Christoff von Vojkffy (1879–1970), ein gebürtiger Kroate aus dem Haus Vojkffy von Vojkovic, war ein Pionier der Steinzeitforschung im Allgäu. Die von ihm entdeckte Figur taufte er selbst auf den Namen „Die Rote von Mauern“.

## Beschreibung

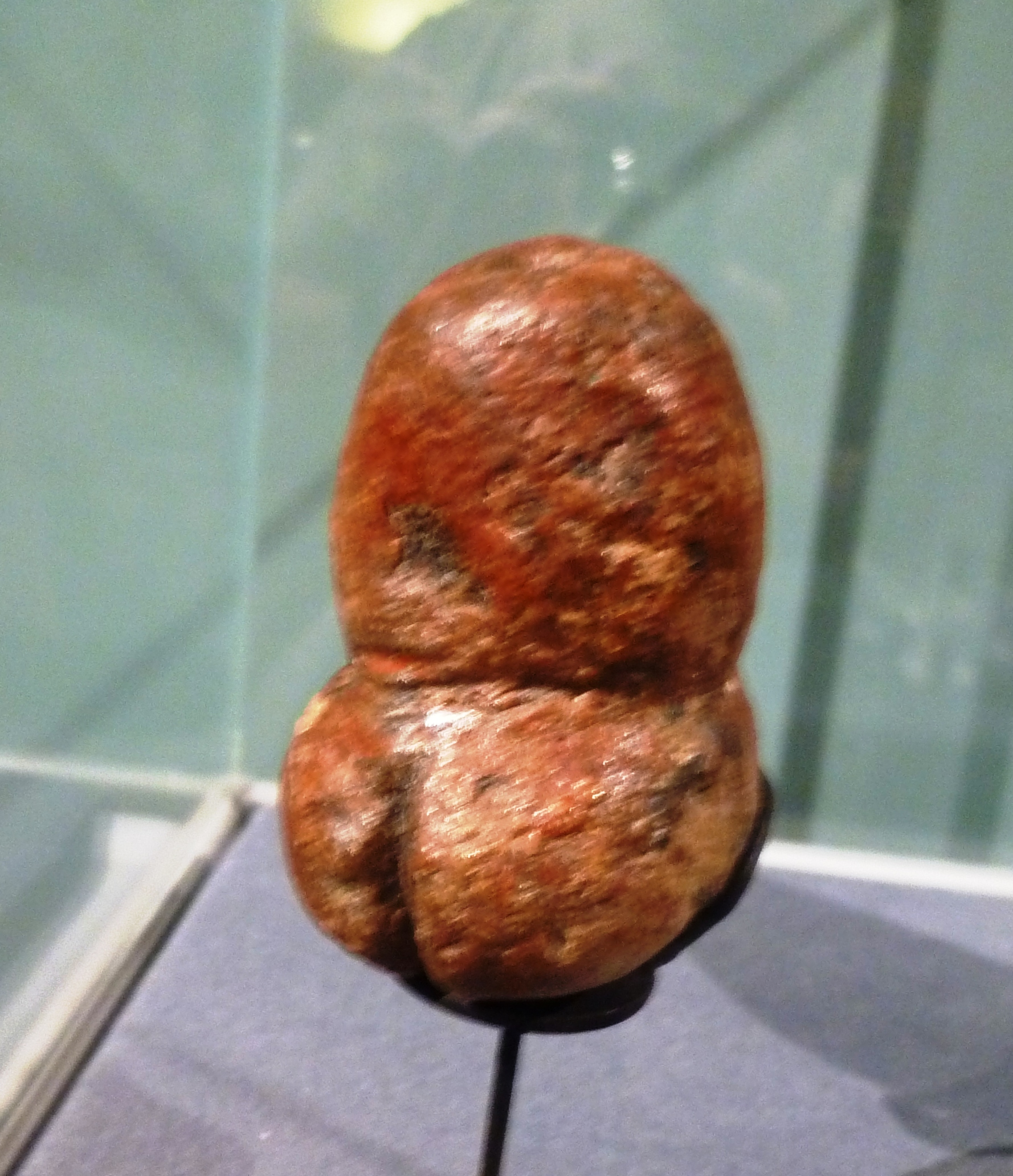
Venus von Mauern/Die Rote von Mauern

Die 7,2 cm hohe Figur besteht aus mergeligem Kalkstein und ist mit roter Farbe eingefärbt. Die Form ist ambivalent interpretierbar: Einerseits lässt sie sich als stark stilisierte Darstellung einer Frau mit betontem Gesäß lesen, andererseits als phallisches Symbol mit angedeuteten Hoden. An der Oberseite ist eine Vertiefung eingearbeitet, die als Darstellung des Urinkanals interpretiert werden kann. Diese Art der doppelgeschlechtlichen Darstellung findet sich bei mehreren jungpaläolithischen Statuetten, darunter Figurinen von den Fundorten Dolni Vestonice, Gönnersdorf, Nebra, Mezin, Milandes, Oelknitz, Savignano, Trasimeno und Trou Magrite. Eine kleine Vertiefung an der Oberseite wird als mögliche Darstellung eines Urinkanals interpretiert.

## Bedeutung
Die Venus von Mauern gehört zu den wenigen bekannten paläolithischen Statuetten aus Bayern und ist ein herausragendes Zeugnis der Altsteinzeitkunst Mitteleuropas. 

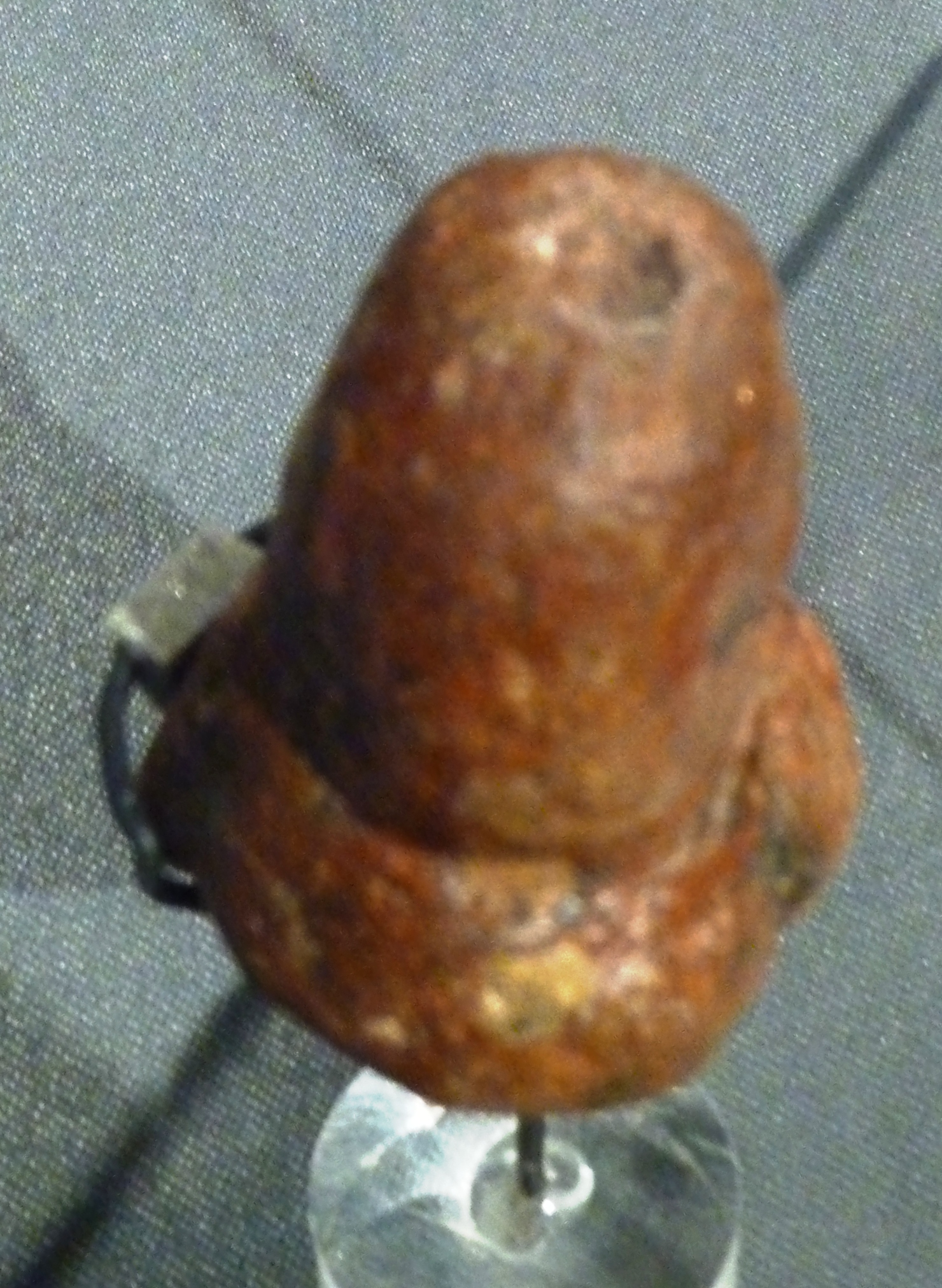
Vertiefung am oberen Zapfen der Statuette